# Coleophora adjacentella
Coleophora adjacentella é uma espécie de mariposa do gênero Coleophora pertencente à família Coleophoridae.